# Africa Sports National
 (janvier 2023).
Si vous disposez d'ouvrages ou d'articles de référence ou si vous connaissez des sites web de qualité traitant du thème abordé ici, merci de compléter l'article en donnant les références utiles à sa vérifiabilité et en les liant à la section « Notes et références ».

L'Africa Sports d'Abidjan est un club omnisports de Côte d'Ivoire dont le siège se trouve à Abidjan.

## Historique
L'Africa Sports d'Abidjan est un club multisports ivoirien fondé en 1947 par Sery Mogador et basé à Abidjan. Le club aligne des équipes dans les disciplines telles que l'athlétisme, le handball, le basket-ball et le football, dont l'équipe est la plus célèbre. Elle joue au Stade Champroux de Marcory, actuellement en Ligue 2.
L'Africa Sports est le club de football le plus titré de Côte d'Ivoire, avec l'ASEC Mimosas. Le 6 décembre 1992, il est devenu le premier club de Côte d'Ivoire à remporter la Coupe d'Afrique des vainqueurs de coupe après avoir battu le Vital'O FC.   En janvier 1993, la section football de ce Club s'adjuge la supercoupe africaine contre le club marocain du Widad de Casablanca. En 1999, il remporte pour la deuxième fois ce trophée continental face au Club Africain de Tunis.

## Dirigeants du Club
Le club des membres associés mobilisés a été présidé par de nombreux dirigés parmi lesquels figurent :
- Séry Mogador,
Pépé Paul,
- Louis Sempah, 
Blé lucien, 
- Me Cheikna Sylla,
Méité Yaya,
Koné Tiémikry, 
- Simplice Dé Messé Zinsou Podonou,
- Koffi N'guessan Pierre, 
- Sidibé Moussa,  
- Ernest Kallet Bially,
- Doré Lassina (1998-2002),
- Kuyo Téa Narcisse, 
- Zéhi Sébastien, 
- Me Kossougro Séri,
-Me Koné Cheickh Oumar, 
Antoine Bahi,
-Vagba Alexis.

## Entraineurs du club
- Yéo Paul Martial
- Lama Bamba
- Gbongué Tia Martin
- Kablan Sampon[6]

## Sections sportives
- Athlétisme
- Basket-ball
- Football
- Football féminin
- Handball : La section handball de ce club a joué les premiers rôles du handball national et africain.

## Athlètes du Club
- Lébry Manahoua Jérôme
- Fanny Ibrahim
- Dago Charles
- Moh Emmanuel
- Gnon Richard
- Gnéto Kpassagnon
- Rashidi Yekini[7]
- Brice Samba
- Sékou Bamba
- Lué Ruffin
- Babou Eric
- Zagoli Golié
- Kader Kéita[7]
- Yacala Yassi
- Namana Fatiga
- Okocha Gabriel
- Olié Koffi Kan
- Adama Cloffié
- Obou Arsène
- Dao Lassina
- Lué Edgar
- Obou Macaire
- Jean-Jacques Tizié

## Supporters du Club
- Zon-Gaston Lahouille

## Palmarès du Club
Au niveau national : La section football du Club a été 18 fois champion du championnat ivoirien : 1956, 1967, 1968, 1971, 1977, 1978, 1982, 1983, 1985, 1986, 1987, 1988, 1989, 1996, 1999, 2007, 2008 et 2011.  La section football a remporté 15 fois la coupe nationale de Côte d’Ivoire : 1961, 1964, 1977, 1978, 1979, 1981, 1982, 1985, 1986, 1989, 1993, 1998, 2002, 2009 et 2010. Elle a perdu plusieurs finales de ce trophée.
Au niveau continental : Le Club a été finaliste malheureux de la Ligue des Champions d’Afrique des Clubs en 1986 face au Zamalek d’Egypte. Il a remporté deux fois la coupe d’Afrique des Vainqueurs en 1992 et 1999, une supercoupe d’Afrique et en a perdu autant de finales respectivement en 1980 et en 1993. 
Au niveau sous-régional : l’Africa a remporté 3 fois la coupe UFOA respectivement en 1985, 1986 et 1991 et une coupe de l’Afrique Occidentale Française en 1958. Le club a remporté 10 coupes Félix-Houphouët-Boigny et en plusieurs finales. 